# Nioumadzaha Mvoumbari
Nioumadzaha Mvoumbari est une localité du sud de la Grande Comore (Union des Comores) située à 2 km de Foumbouni.
En 2010 sa population est estimée à 5 000 habitants dont la majorité est très jeune. Le taux d’alphabétisation est de l’ordre de 70 % de la population Mvoumbarienne. En effet,depuis le début des années 2000,on a assisté à une croissance exponentielle de la réussite aux examens nationaux supplantant par la même occasion les villes et villages voisins qui excellaient habituellement dans ce domaine.De plus en plus d Mvoubariens partent étudier à l’extérieur après l'obtention du bac.
Malgré l’accroissement des activités économiques constaté depuis l'an 2000 année de référence, les foyers continuent d'avancer grâce à la participation active de la diaspora. Cette dernière occupe une place prépondérante dans le processus de développement de la ville.Elle permet notamment de construire des foyers de jeunes,des marchés,de nouvelles routes goudronnées...